# Amarant del Senegal

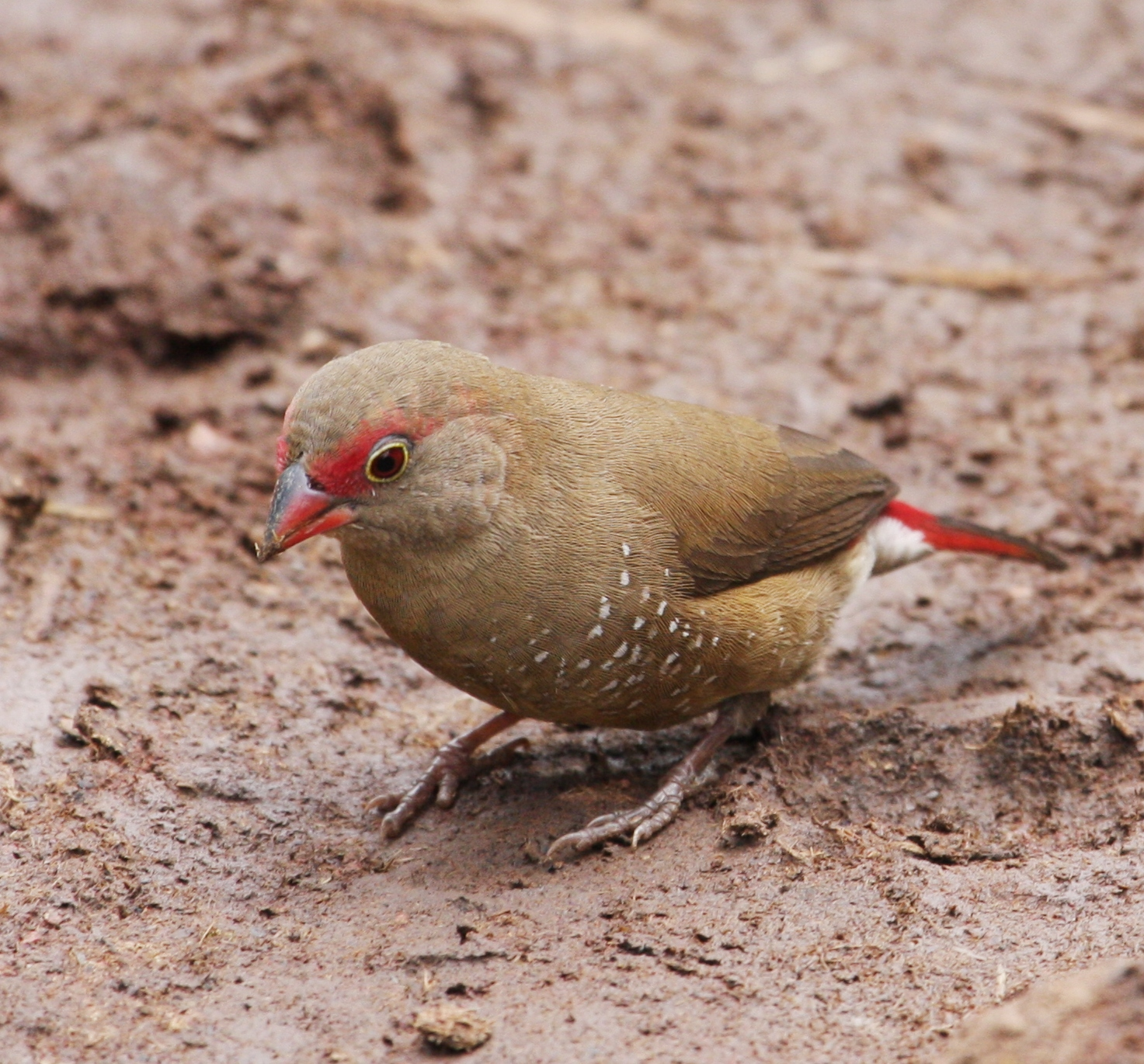
Femella

L'amarant del Senegal (Lagonosticta senegala) és una espècie d'ocell de la família dels estríldids (Estrildidae) que habita a gairebé totes les zones de sabana de l'Àfrica subsahariana i també a terres de conreu.